# 1941-es magyar asztalitenisz-bajnokság
Az 1941-es magyar asztalitenisz-bajnokság a huszonötödik magyar bajnokság volt. A bajnokságot április 4. és 6. között rendezték meg Budapesten, a Piarista gimnázium nagytermében.

## Eredmények
| Versenyszám  | Arany                                                           | Arany | Ezüst                                                            | Ezüst | Bronz | Bronz |
| ------------ | --------------------------------------------------------------- | ----- | ---------------------------------------------------------------- | ----- | --- | ----- |
| Férfi egyéni | Soós Ferenc Weiss Manfréd TK                                    |       | Sidó Ferenc Weiss Manfréd TK                                     |       | Schmiedl Jenő Újpesti TEBenkő Károly VAC                                                                     |       |
| Női egyéni   | Farkas Gizella Diósgyőri MÁVAG                                  |       | Kolozsvári Sára Kolozsvári KASE                                  |       | Aranyi Ottilia Ceglédi MOVEFábiánné Király Ilona Győri ETO                                                   |       |
| Férfi páros  | Schmiedl Jenő, Farkas József Újpesti TE, Diósgyőri MÁVAG        |       | Soós Ferenc, Sidó Ferenc Weiss Manfréd TK                        |       | Benkő Károly, Erős Géza VAC, Haggibbor KolozsvárVidor Pál, Surányi László VAC                                |       |
| Női páros    | Aranyi Ottilia, Ábrahám Piroska Ceglédi MOVE, MOVE Széchenyi TE |       | Farkas Gizella, Kolozsvári Sára Diósgyőri MÁVAG, Kolozsvári KASE |       | Lászlóné, Dayka Újpesti TEFábiánné Király Ilona, Németh Irén Győri ETO, Diósgyőri MÁVAG                      |       |
| Vegyes páros | Sidó Ferenc, Kolozsvári Sára Weiss Manfréd TK, Kolozsvári KASE  |       | Farkas József, Farkas Gizella Diósgyőri MÁVAG                    |       | Barna Tibor, Németh Irén Duna SC, Diósgyőri MÁVAGErős Géza, Aranyi Ottilia Haggibbor Kolozsvár, Ceglédi MOVE |       |